# Gile
Gile (niem. Hilff) – wieś w Polsce położona w województwie warmińsko-mazurskim, w powiecie bartoszyckim, w gminie Bartoszyce. W latach 1975–1998 miejscowość administracyjnie należała do województwa olsztyńskiego.
Dawny majątek szlachecki, który w 1889 r. obejmował 212 ha. Na początku XIX w. był w posiadaniu Kowalskich. W 1947 r. otwarto szkołę, którą po trzech latach przeniesiono do Witek. W 1978 r. we wsi było 14 indywidualnych gospodarstw rolnych, gospodarujących łącznie na 97 ha. W tym czasie w Gilach była świetlica. W 1983 r. we wsi było 5 domów (15 mieszkań) z 58 mieszkańcami.